# 黑海棱鯡
黑海棱鯡為輻鰭魚綱鲱形目鲱科的其中一種，分布於黑海、亞速海、裏海海域，體長可達14.5公分，棲息在鹹水域，繁殖期會在河口產卵，以浮游性甲殼類為食，可作為食用魚。

## 擴展閱讀
維基物種上的相關：黑海棱鯡